# نور الدين الصابوني
أبو محمد نور الدين أحمد بن أبي بكر الصابوني البخاري (ولد: غير معروف - وفاة: 580هـ - 1184 م)؛ أحد علماء وفقهاء الحنفية.

## سيرته
لا يعرف تاريخ مولده، ومن مؤلفاته: البداية في أصول الدين، والمغني في أصول الدين، وذكر ابن قطلوبغا، والهداية في علم الكلام، والكفاية في الهداية، والبداية من الكفاية - في شستربتي (3599) في أصول الدين، اختصره من كتابه (الكفاية في الهداية - خ) في أوقاف بغداد، ويسمى (عقيدة الصابوني) وغيرها. اعتمد الصابوني في دراسته لأصول الدين على الطريقة الماتريدية على كتاب تبصرة الأدلة لأبي المعين النسفي، كما ورد ذلك عنه فيما ذكره الرازي في مناظرته له، قال الرازي قال لي أي الصابوني: يا أيها الرجل إني كنت قد رأيت كتاب تبصرة الأدلة لأبي معين النسفي واعتقدت أنه لا مزيد على ذلك الكتاب في التحقيق والتدقيق. توفي ليلة الثلاثاء يوم السادس عشر من شهر صفر سنة 580 هـ.